# Tha Bo (huyện)
Tha Bo (tiếng Thái: ท่าบ่อ) là một huyện (amphoe) ở phía tây của tỉnh Nong Khai, đông bắc Thái Lan.

## Địa lý
Các huyện giáp ranh (từ phía đông theo chiều kim đồng hồ) là Mueang Nong Khai, Sa Khrai của tỉnh Nong Khai, Ban Phue của tỉnh Udon Thani, Pho Tak và Si Chiang Mai của tỉnh Nong Khai. Về phía đông bắc bên kia sông Mekong là tỉnh Viêng Chăn của Lào.

## Lịch sử
Lịch sử huyện xuất phát từ Mueang Tha Bo được thành lập năm 1897, với huyện trưởng đầu tiên là Phra Kupradit Padi (พระกุประดิษฐ์บดี).

## Hành chính
Huyện này được chia thành 10 phó huyện (tambon), các đơn vị này lại được chia ra thành 98 làng (muban). Có hai thị trấn (thesaban tambon): Tha Bo nằm trên một phần của the tambon Tha Bo và Nam Mong, and Phon Sa nằm trên một phần của  tambon Phon Sa. Có 10 Tổ chức hành chính tambon.
| STT | Tên       | Tên tiếng Thái | Số làng | Dân số |  |
| --- | --------- | -------------- | ------- | ------ |  |
| 1.  | Tha Bo    | ท่าบ่อ           | 13      | 20.872 |  |
| 2.  | Nam Mong  | น้ำโมง          | 13      | 9.483  |  |
| 3.  | Kong Nang | กองนาง         | 13      | 9.385  |  |
| 4.  | Khok Khon | โคกคอน         | 7       | 6.007  |  |
| 5.  | Ban Duea  | บ้านเดื่อ         | 9       | 7.608  |  |
| 6.  | Ban Thon  | บ้านถ่อน         | 8       | 6.461  |  |
| 7.  | Ban Wan   | บ้านว่าน         | 8       | 7.330  |  |
| 8.  | Na Kha    | นาข่า           | 8       | 4.482  |  |
| 9.  | Phon Sa   | โพนสา          | 10      | 7.193  |  |
| 10. | Nong Nang | หนองนาง        | 9       | 5.887  |  |